# Melocactus bahiensis
Melocactus bahiensis (Britton & Rose) Luetzelb. es una especie de planta fanerógama de la familia Cactaceae. 

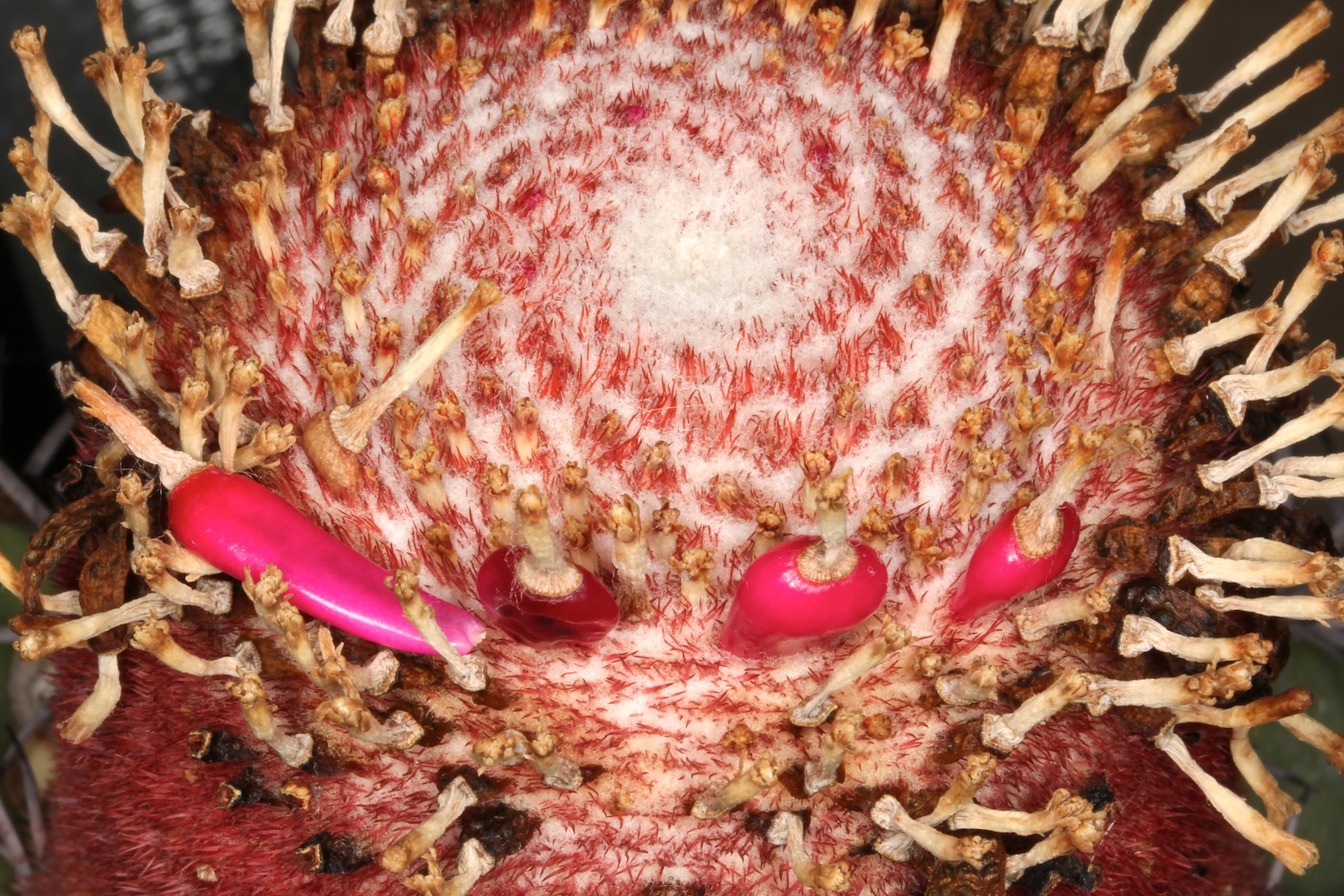
Detalle del cefalio

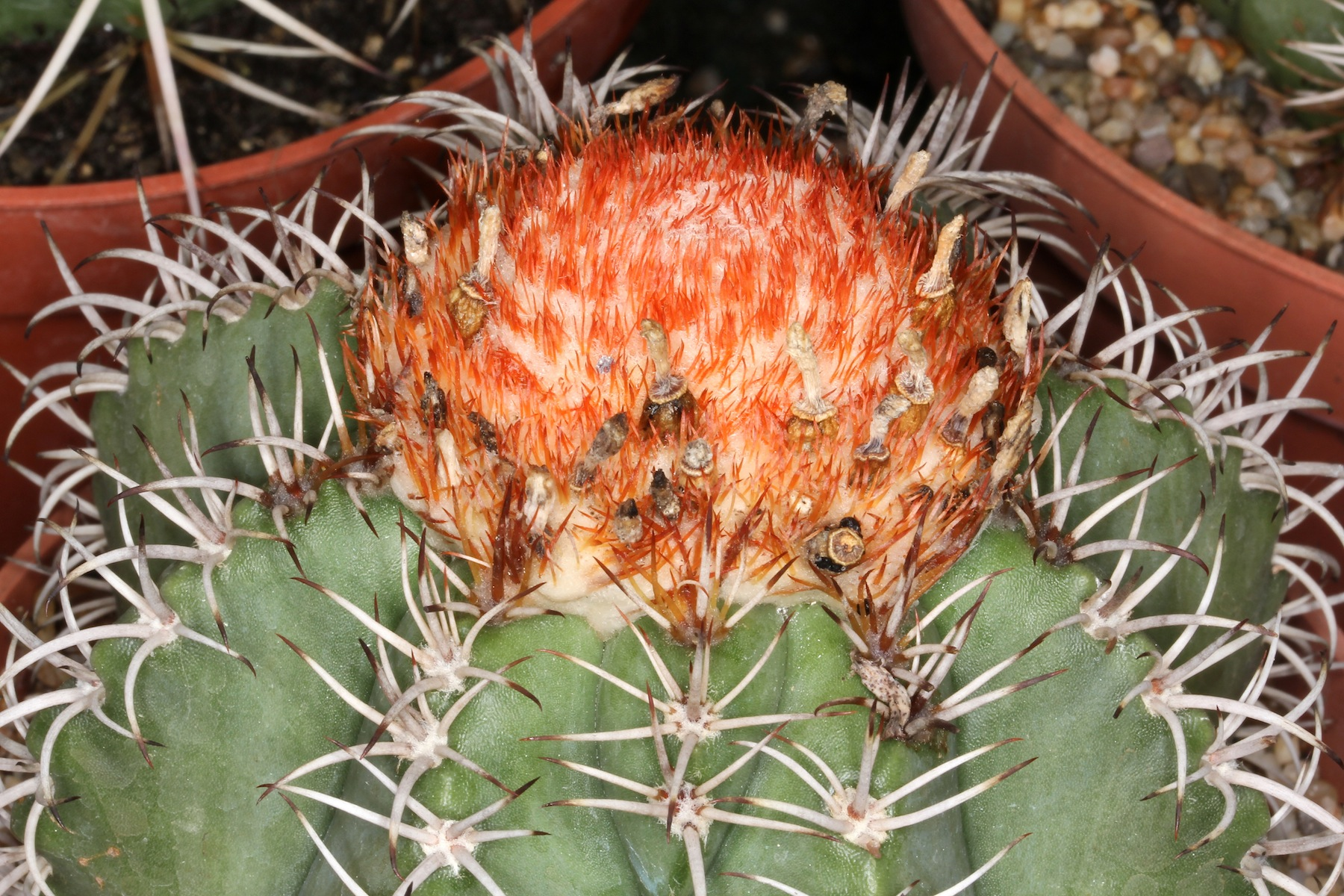
Detalle de la planta

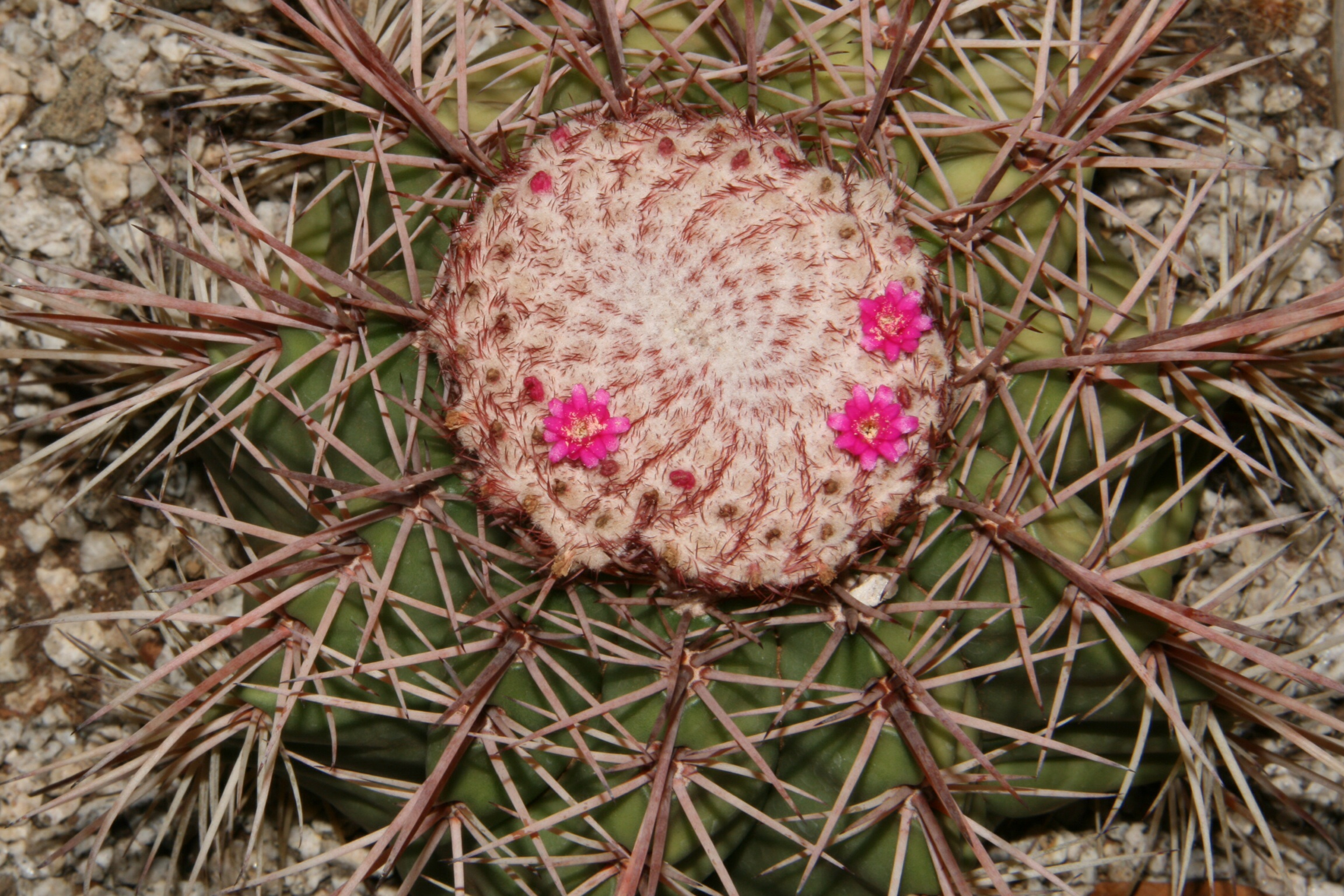
Vista de la planta

## Descripción
Melocactus bahiensis es de color verde oscuro, esférica, deprimida o piramidal  que puede alcanzar diámetros de 11 a 21 cm altura y 9,5 a 21 centímetros de diámetro. Tiene 8 a 14  costillas con espinas en las plantas jóvenes, algunas dobladas o enganchado. Las 1 a 4 espinas centrales son en su mayoría erectas y de 1,7 a 5 centímetros.Las siete hasta doce espinas radiales son rectas y tienen una longitud de hasta 6 cm. Los cefalios crecen hasta 5 cm y alcanzan un diámetro de 6,5 a 8,5 centímetros. Las flores son de color magenta o rosa,  de 2 a 2.3 cm de largo y tienen diámetros de 1 a 1,25 cm. Los frutos son de color rojo brillante y magenta abajo.

## Distribución
Es endémica de Brasil.  Es una especie común en áreas localizadas.

## Taxonomía
Melocactus azureus fue descrita por (Britton & Rose) Luetzelb. y publicado en Estudo Botanico Nordéste 3: 11. 1923.
Etimología
Melocactus: nombre genérico, utilizado por primera vez por Tournefort, proviene del latín melo, abreviación de melopepo (término con que Plinio el Viejo designaba al melón). Se distingue de las demás cactáceas cilíndricas por tener un cefalio o gorro rojo, razón por la que los primeros españoles que llegaron a Sudamérica le llamaban "gorro turco".
bahiensis: epíteto geográfico que alude a su localización en Bahia.
Variedades
- Melocactus bahiensis subsp. bahiensis
- Melocactus bahiensis subsp. amethystinus (Buining & Brederoo) N.P.Taylor

Sinonimia
- Cactus bahiensis
- Melocactus oreas Miq.
- Melocactus amethystinus Buining & Brederoo in Krainz
- Melocactus brederooianus Buining
- Melocactus grisoleoviridis
- Melocactus lensselinkianus
- Melocactus acispinosus
- Melocactus ammotrophus
- Melocactus glauxianus Brederoo & C.A.L.Bercht[3][4]